# 어게인스트
《어게인스트》(영어: Against All Odds)는 미국에서 제작된 테일러 핵퍼드 감독의 1984년 네오누아르 로맨틱 스릴러 영화이다. 레이철 워드, 제프 브리지스, 제임스 우즈 등이 출연하였고, 윌리엄 S. 길모어 등이 제작에 참여하였다.

## 출연
- 레이철 워드
- 제프 브리지스
- 제임스 우즈
- 앨릭스 캐러스
- 제인 그리어
- 리처드 위드마크
- 도리언 헤어우드
- 스우시 커츠
- 팻 콜리
- 빌 매키니

## 기타 제작진
- 협력 제작: 빌 보든
- 제작 고문: 진 루돌프
- 배역: 낸시 클로퍼
- 미술: 리처드 로런스
- 의상: 마이클 캐플런